# Simon Sinowjewitsch Alapin
Simon Sinowjewitsch Alapin (russisch Семён Зино́вьевич Ала́пин, wiss. Transliteration Semen Zinovjevič Alapin; * 7. Novemberjul. / 19. November 1856greg. in Sankt Petersburg; † 15. Juli 1923 in Heidelberg) war ein russischer Schachmeister und -theoretiker.

## Werdegang
Alapin studierte in Heidelberg und arbeitete danach als Kaufmann und Vertreter eines Exporthauses in Berlin und Paris. Dadurch wurde er wohlhabend und finanziell unabhängig. Er ließ sich in Berlin nieder und schloss sich der Berliner Schachgesellschaft an.
Seit Ende der 1870er Jahre widmete er sich ausschließlich dem Schach. Er wurde beim starken nationalen Turnier von Sankt Petersburg 1878/1879 gemeinsam mit Michail Tschigorin Erster, unterlag diesem dann aber im Stichkampf. Neben Tschigorin und Emanuel Schiffers zählte Alapin fortan zu den stärksten Meistern Russlands.
Er spielte mehrere Wettkämpfe: 1880 unterlag er Michail Tschigorin in St. Petersburg mit 3:7 (+3 =0 −7), 1893 besiegte er Curt von Bardeleben mit 3,5:1,5 (+3 =1 −1), 1899 erreichte er gegen Carl Schlechter ein 3:3 (+1 =4 −1) und 1907 besiegte er Stepan Lewizki mit 5-0.
Zu seinen bedeutenderen Turniererfolgen zählen gute Resultate in Wien 1899 (4. Platz), Wien 1901 (2. Platz), Monte Carlo 1901 (5. Platz), St. Petersburg 1906 (1. Platz), Łódź 1908 (2. Platz), München 1909 (2. Platz) und 1911 (1. Platz). 1911 unterlag Alapin Rudolf Spielmann in München mit 3,5:6,5 (+3 =1 −6).
Er gab in Berlin in den Jahren 1898 bis 1901 unter dem Titel Der Schachfreund eine eigene Schachzeitung heraus. 1913 verließ er Russland. Im selben Jahr erschien von ihm in Heidelberg unter dem gleichen Titel ein Handbuch für Anfänger.
Alapin zählte zu den bedeutendsten Schachtheoretikern seiner Zeit. Nach ihm sind benannt:
- die Alapin-Eröffnung (1. e2–e4 e7–e5 2. Sg1–e2)
- die Alapin-Variante in der Sizilianischen Verteidigung (1. e2–e4 c7–c5 2. c2–c3)
- die Alapin-Variante in der Spanischen Partie (1. e2–e4 e7–e5 2. Sg1–f3 Sb8–c6 3. Lf1–b5 Lf8–b4)
- ein wenig bekanntes Gambit in der Französischen Verteidigung: 1 e2–e4 e7–e6 2. d2–d4 d7–d5 3. Lc1–e3 (Alapin-Diemer-Gambit).

In Vergessenheit geriet, dass Alapin auch eine der Hauptvarianten der Slawischen Verteidigung als Erster theoretisch untersuchte. Nachdem Alapin seine Analysen hierzu veröffentlicht hatte, erhielt das Abspiel 1. d2–d4 d7–d5 2. c2–c4 c7–c6 2. Sg1–f3 Sg8–f6 4. Sb1–c3 d5xc4 5. a2–a4 Lc8–f5 ursprünglich den Namen Alapin-Verteidigung des Damengambits.
Alapins höchste historische Elo-Zahl von 2688 erreichte er im Februar 1898, womit er den 10. Platz in der Welt einnahm. Im Juli 1902 gehörte er zu den acht besten Spielern weltweit.

## Partiebeispiel
Eine gelungene Kurzpartie spielte Alapin 1905 in Ostende gegen den US-Amerikaner Marshall:
1. e2–e4 e7–e5 2. f2–f4 d7–d5 (Falkbeer-Gegengambit)
3. e4xd5 e5–e4 4. d2–d3 Sg8–f6 5. d3xe4 Sf6xe4 6. Sg1–f3 Lf8–c5 7. Dd1–e2 f7–f5 8. Sb1–c3 Lc5–f2+
9. Ke1–d1 0–0 10. Lc1–d2 Se4xc3 11. Ld2xc3 Dd8xd5+ 12. Kd1–c1 Tf8–d8?
| \| \| a \| b \| c \| d \| e \| f \| g \| h \| \| \| 8 \| \| \| \| \| \| \| \| \| 8 \| \| 7 \| \| \| \| \| \| \| \| \| 7 \| \| 6 \| \| \| \| \| \| \| \| \| 6 \| \| 5 \| \| \| \| \| \| \| \| \| 5 \| \| 4 \| \| \| \| \| \| \| \| \| 4 \| \| 3 \| \| \| \| \| \| \| \| \| 3 \| \| 2 \| \| \| \| \| \| \| \| \| 2 \| \| 1 \| \| \| \| \| \| \| \| \| 1 \| \| \| a \| b \| c \| d \| e \| f \| g \| h \| \| Stellung nach dem 12. Zug von Schwarz |   |   |   |   |   |   |   |   |   |
| | a | b | c | d | e | f | g | h |   |
| 8 |   |   |   |   |   |   |   |   | 8 |
| 7 |   |   |   |   |   |   |   |   | 7 |
| 6 |   |   |   |   |   |   |   |   | 6 |
| 5 |   |   |   |   |   |   |   |   | 5 |
| 4 |   |   |   |   |   |   |   |   | 4 |
| 3 |   |   |   |   |   |   |   |   | 3 |
| 2 |   |   |   |   |   |   |   |   | 2 |
| 1 |   |   |   |   |   |   |   |   | 1 |
| | a | b | c | d | e | f | g | h |   |

13. b2–b4!
Ein brillanter Zug: Angriff auf den Läufer Lf2, da mit der Räumung des Feldes b2 auf d1 kein Matt mehr droht, und Verhindern des Läuferrückzugs nach c5.
13. … Lf2–b6 14. De2–e7!
Schwarz gab auf, da er sich z. B.
14. … Dd5–d7 15. Lf1–c4+ Kg8–h8 16. Lc3xg7 matt
nicht mehr zeigen lassen wollte.